# Huthaus Altburgk 38

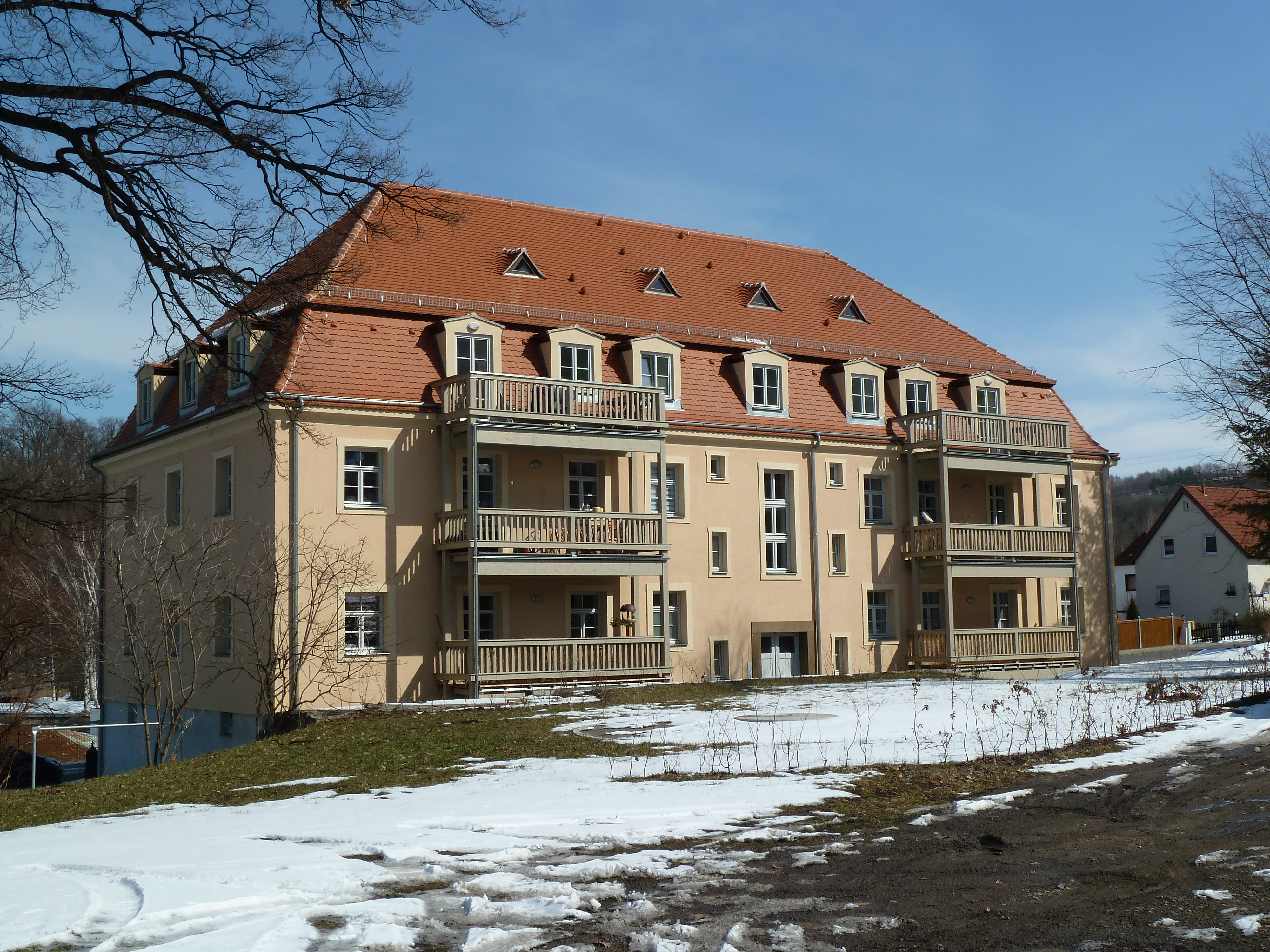
Huthaus Burgk, Ansicht von Südwesten 2013

Das Haus Altburgk 38 ist ein ehemaliges Huthaus und heutiges Wohnhaus im Freitaler Stadtteil Burgk.
Das Gebäude befindet sich im Westen des alten Großburgker Ortskerns unweit von Schloss Burgk. Es liegt am westlichen Ende der Straße Altburgk kurz vor deren Einmündung in die Burgker Straße, der Hauptstraße des Stadtteils. Das Huthaus hat je zwei normale Geschosse und zwei Dachgeschosse, von denen die ersten drei zu Wohnzwecken genutzt werden. Aufgrund seiner Bedeutung als „wichtiges Objekt der regionalen Bergbaugeschichte“ ist es vom Landesamt für Denkmalpflege Sachsen in die Kulturdenkmalliste aufgenommen worden.

## Geschichte
Im Jahr 1834 ließen Dathe von Burgks Freiherrlich von Burgker Steinkohlen- und Eisenhüttenwerke das Huthaus für sechs in der Umgebung befindliche Steinkohlenschächte errichten. Da es in der Gemeinde Großburgk bereits seit 1828 eine öffentliche Gasbeleuchtung gab, war auch das Huthaus an dieses Netz angeschlossen. Im Erdgeschoss befanden sich ein Aufenthalts- und ein Gebetsraum für die Bergmänner. Im Gebetsraum konnte der Steiger vor Schichtbeginn einen Gottesdienst abhalten. Männerchöre nutzten die Räumlichkeiten für gemeinsamen Gesang. Im Obergeschoss waren Konferenz- und Verwaltungszimmer angesiedelt, außerdem gab es ein Zimmer für Handarbeiten, in dem für die Töchter der Bergleute Strickzeug zur Verfügung stand.
Als die Döhlener Lutherkirche, in die Großburgk eingepfarrt war, von 1880 bis 1882 neu gebaut wurde, fanden die Gottesdienste vorübergehend im Huthaus statt. Mit dem langsamen Ende des Bergbaus im Döhlener Becken nach 1900 wurde auch das Huthaus nicht mehr gebraucht. Um 1920 nutzte die Burgker Schule das Gebäude, 1929 erfolgte ein Umbau für Wohnzwecke. Das heutige erste Dachgeschoss wurde eingebaut.
Nach 1990 befand sich das stark sanierungsbedürftige Gebäude im Besitz der Städtischen Wohnungsgesellschaft, die 2006 einen Abriss des Bauwerks erwog. Nach Protesten des lokalen Bergbau- und Hüttenvereins wurde das Abrissvorhaben aufgegeben und das Huthaus zum Verkauf angeboten. Ein privater Investor erwarb das denkmalgeschützte Haus 2009 und sanierte es. Es entstanden Eigentumswohnungen.